# Crveni džin
Prema Hercšprung-Raselovom diagramu (Hertzsprung-Russell diagram), 
crveni džin je velika zvezda zvezdane klase K ili M koja se nalazi van glavnog niza HR dijagrama, koja je tako nazvana zbog svoje crvenolike pojave karakteristične za hladnu džinovsku zvezdu. Kao primer može se izdvojiti Aldebaran u sazvežđu Bik i Arktur u sazvežđu Volara.
Crveni džinovi su zvezde čija je masa 0.4 - 10 masa Sunca, koje su istrošile zalihe vodonika u svojim jezgrima i prešle na fuziju vodonika u ljusci van jezgra. Pošto inertno helijumsko jezgro nema više sopstveni izvor energije, ono se sažima i zagreva, a njegova gravitacija sabija vodonik u omotaču koji se nalazi odmah iznad njega, podstičući na taj način brzu fuziju vodonika u omotaču.
Ovo za uzvrat omogućava zvezdi da postane više luminozna (od 1000 – 10000 puta sjajnija) i da se uvećava, pri čemu stepen širenja zvezde nadmašuje stepen povećanja njene luminoznosti, zbog čega dolazi do opadanja njene efektivne temperature. U zvezdama dovoljno velikim da započnu helijumsku fuziju, proces analogan ovome dešava se kad se centralni helijum istroši i zvezda pređe na fuziju helijuma u spoljašnjoj ljusci, mada sa pratećim komplikacijama, pošto se u mnogim slučajevima vodonična fuzija nastavlja u ljusci manje dubine – ovo svrstava zvezdu u asimptotsku granu džinova.
Smanjenje površinske temperature prevodi maksimum zvezdinog zračenja ka crvenom delu spektra, pa otuda i njen naziv “crveni džin”. Za zvezde spektralnih tipova od O prema K veruje se da će postati crveni džinovi (ili superdžinovi u slučaju O i B zvezda).
Za zvezde veoma male mase misli se da su potpuno provodljive za toplotu, tako da one ne mogu akumulirati inertno jezgro od helijuma i prema tome mogu da iscrpe sve svoje gorivo, a da nikada ne postanu crveni džinovi.
Ako je zvezda manja od 2.5 solarnih masa, dodavanje helijuma u jezgro fuzijom vodonika iz okolne ljuske može da prouzrokuje helijumski bljesak – veoma brzu eksploziju helijuma koji se fuzioniše u jezgru, posle koje zvezda započinje kratak period fuzije helijuma pre nego što se ne popne za jedan novi stepenik u grani crvenih džinova.
Zvezde koje su masivnije od 2.5 solarnih masa ulaze u fazu fuzije helijuma mnogo postepenije i mekše. Helijum fuziona faza zvezdinog života naziva se horizontalnom granom u vrsti metalom-oskudnih zvezda, tako nazvanih zato što ove zvezde leže na skoro horizontalnoj liniji na Hercšprung-Raselovom dijagramu od mnogih zvezdanih jata. Metalom-bogata helijum-fuziona zvezda ne leži na horizontalnoj grani, već umesto toga leži u crvenoj grupi Hercšprung-Raselovog dijagrama.
Pošto je naše Sunce jedne solarne mase, očekuje se da ono postane crveni džin za oko sedam milijardi godina. Ono bi tada trebalo da postane dovoljno veliko da obuhvati i postojeće orbite nekih od unutrašnjih planeta našeg Solarnog sistema uklučujući i našu planetu Zemlju. Međutim, kako bi gravitaciono privlačenje Sunca trebalo da oslabi do tada zahvaljujući gubicima u njegovoj masi, time se otvara mogućnost da Zemlja pobegne na veću orbitu i tako izbegne ovo proždiranje od strane uvećanog Sunca. Inače, sudbina Zemlje, kada je u pitanju veličina proširenog Sunca, još uvek je tema goruće debate unutar naučne zajednice.

## Karakteristike
Crveni džin je zvezda koja je iscrpila zalihe vodonika u svom jezgru i započela termonuklearnu fuziju vodonika u ljusci koja okružuje jezgro. Oni imaju poluprečnike desetine do stotine puta veće od Sunčevog. Međutim, njihov spoljni omotač je niže temperature, što im daje crvenkasto-narandžastu nijansu. Uprkos nižoj gustini energije njihovog omotača, crveni giganti su mnogo puta sjajniji od Sunca zbog svoje velike veličine. Zvezde sa granama crvenih džinova imaju sjaj do skoro tri hiljade puta veći od Sunca, spektralni tipovi K ili M, imaju površinsku temperaturu od 3.000–4.000 K i poluprečnike do oko 200 puta veće od Sunca. Zvezde na horizontalnoj grani su toplije, sa samo malim opsegom sjaja oko 75 . Asimptotske zvezde gigantske grane kreću se od slične svetlosti kao svetlije zvezde grane crvenog džina, do nekoliko puta svetlije na kraju faze toplotnog pulsiranja.
Među zvezdama asimptotičkog džinovskog ogranka pripadaju ugljenične zvezde tipa C-N i kasnog C-R, koje nastaju kada se ugljenik i drugi elementi konvektuju na površinu u onome što se naziva izvlačenjem. Prvo izvlačenje se dešava tokom sagorevanja vodonične školjke na grani crvenog džina, ali ne proizvodi veliku količinu ugljenika na površini. Drugo, a ponekad i treće, izvlačenje se dešava tokom sagorevanja helijumske školjke na asimptotično-džinovskoj grani i konvektuje ugljenik na površinu u dovoljno masivnim zvezdama.
Zvezdani ogranak crvenog džina nije oštro definisan, suprotno njihovom prikazu na mnogim ilustracijama. Umesto toga, zbog veoma niske masene gustine omotača, takvim zvezdama nedostaje dobro definisana fotosfera, a telo zvezde postepeno prelazi u 'koronu'. Najhladniji crveni divovi imaju složene spektre, sa molekularnim linijama, karakteristikama emisije, a ponekad i maserima, posebno iz termalno pulsirajućih AGB zvezda. Posmatranja su takođe pružila dokaze o vrućoj hromosferi iznad fotosfere crvenih džinova, gde istraživanje mehanizama zagrevanja za formiranje hromosfere zahteva 3D simulacije crvenih divova.
Još jedna značajna karakteristika crvenih džinova je da, za razliku od zvezda sličnih Suncu, čije fotosfere imaju veliki broj malih konvekcionih ćelija (solarnih granula), fotosfere crvenih džinova, kao i one crvenih supergiganata, imaju samo nekoliko velikih ćelija, čije karakteristike uzrokuju varijacije sjaja tako uobičajene na oba tipa zvezda.

## Evolucija
Crveni giganti su evoluirali od zvezda glavne sekvence sa masama u rasponu od oko 0,3 M☉ do oko 8 M☉. Kada se zvezda u početku formira iz kolapsirajućeg molekularnog oblaka u međuzvezdanom medijumu, ona sadrži prvenstveno vodonik i helijum, sa količinama u tragovima „metala“ (u zvezdanoj strukturi, ovo se jednostavno odnosi na bilo koji element koji nije vodonik ili helijum, odnosno atomski broj veći nego 2). Svi ovi elementi su jednolično pomešani po celoj zvezdi. Zvezda dostiže glavnu sekvencu kada jezgro dostigne temperaturu dovoljno visoku da započne fuziju vodonika (nekoliko miliona kelvina) i uspostavi hidrostatičku ravnotežu. Tokom svog života glavne sekvence, zvezda polako pretvara vodonik u jezgru u helijum; njen životni vek glavne sekvence završava kada se skoro sav vodonik u jezgru stopi. Za Sunce, životni vek glavne sekvence je približno 10 milijardi godina. Masivnije zvezde sagorevaju nesrazmerno brže i tako imaju kraći životni vek od manje masivnih zvezda.
Kada zvezda iscrpi vodoničko gorivo u svom jezgru, nuklearne reakcije više ne mogu da se nastave i tako jezgro počinje da se skuplja usled sopstvene gravitacije. Ovo dovodi dodatni vodonik u zonu gde su temperatura i pritisak dovoljni da izazovu nastavak fuzije u ljusci oko jezgra. Školjka koja sagoreva vodonik dovodi do situacije koja je opisana kao princip ogledala; kada se jezgro unutar ljuske skupi, slojevi zvezde izvan školjke moraju se proširiti. Detaljni fizički procesi koji to izazivaju su složeni, ali ponašanje je neophodno da bi se zadovoljilo istovremeno očuvanje gravitacione i toplotne energije u zvezdi sa strukturom školjke. Jezgro se skuplja i zagreva zbog nedostatka fuzije, tako da se spoljni slojevi zvezde uveliko šire, apsorbujući većinu dodatne energije od fuzije školjke. Ovaj proces hlađenja i širenja ispoljava zvezda podgigant. Kada se omotač zvezde dovoljno ohladi, on postaje konvektivna, zvezda prestaje da se širi, njena jačina svetlosti počinje da raste, a zvezda se uzdiže ka grani crvenog džina Hercšprung—Raselovovog (H–R) dijagrama.
Evolucioni put koji zvezda uzima dok se kreće duž grane crvenog džina zavisi od mase zvezde. Za Sunce i zvezde manje od oko 2 M☉ jezgro će postati dovoljno gusto da pritisak degeneracije elektrona spreči njegovo dalje kolapsiranje. Jednom kada je jezgro degenerisano, nastaviće da se zagreva dok ne dostigne temperaturu od otprilike 108 , dovoljno vruću da počne da spaja helijum sa ugljenikom putem trostrukog alfa procesa. Kada degenerisano jezgro dostigne ovu temperaturu, celo jezgro će početi fuziju helijuma skoro istovremeno u takozvanom helijumskom bljesku. U masivnijim zvezdama, kolapsirajuće jezgro će dostići 108 K pre nego što bude dovoljno gusto da se degeneriše, tako da će fuzija helijuma početi mnogo lakše i neće proizvoditi blesak helijuma. Faza spajanja jezgra helijuma u životu zvezde naziva se horizontalna grana u zvezdama siromašnim metalom, nazvana tako jer ove zvezde leže na skoro horizontalnoj liniji u H–R dijagramu mnogih zvezdanih jata. Umesto toga, zvezde bogate metalom koje se spajaju helijumo leže na takozvanoj crvenoj grupi na H–R dijagramu.
Ako zvezda ima oko 0,2 do 0,5 M☉, ona je dovoljno masivna da postane crveni džin, ali nema dovoljno mase da započne fuziju helijuma. Ove „srednje“ zvezde se donekle hlade i povećavaju svoj sjaj, ali nikada ne postižu vrh grane crvenog džina i bljesak jezgra helijuma. Kada se uspon grane crvenog džina završi, one oduvuju svoje spoljašnje slojeve slično kao zvezda post-asimptotičke džinovske grane, a zatim postaju beli patuljak.

### Zvezde koje ne postaju crveni giganti
Zvezde veoma male mase su potpuno konvektivne i mogu nastaviti da spajaju vodonik u helijum i do trilion godina, sve dok samo mali deo cele zvezde ne bude vodonik. Osvetljenost i temperatura stalno rastu tokom ovog vremena, baš kao i za masivnije zvezde glavne sekvence, ali dužina uključenog vremena znači da se temperatura na kraju povećava za oko 50%, a sjaj za oko 10 puta. Na kraju se nivo helijuma povećava do tačke u kojoj zvezda prestaje da bude potpuno konvektivna, a preostali vodonik zaključan u jezgru se troši za samo nekoliko milijardi godina. U zavisnosti od mase, temperatura i osvetljenost nastavljaju da rastu neko vreme tokom sagorevanja vodonične školjke, zvezda može postati toplija od Sunca i desetine puta svetlija nego kada se formirala, iako još uvek nije tako sjajna kao Sunce. Posle još nekoliko milijardi godina, one počinju da postaju manje svetle i hladnije, iako se sagorevanje vodonične ljuske nastavlja. One postaju hladni helijumski beli patuljci.
Zvezde veoma velike mase razvijaju se u supergigante koji prate evolucionu stazu koja ih vodi napred i nazad horizontalno preko H-R dijagrama, na desnom kraju čineći crvene supergigante. Oni obično završavaju svoj život kao supernova tipa II. Najmasovnije zvezde mogu postati Volf-Rajeove zvezde, a da uopšte ne postanu džinovi ili supergiganti.

## Planete

### Prospekti nastanjivosti
Iako se tradicionalno sugerisalo da će evolucija zvezde u crvenog džina učiniti njen planetarni sistem, ako je prisutan, nenaseljenim, neka istraživanja sugerišu da bi tokom evolucije zvezde od 1 M☉ duž grane crvenog džina, ona mogla da pruža utočište nastanjivoj zoni nekoliko milijardi godina na 2 astronomske jedinice (AJ) do oko 100 miliona godina na 9 AJ, dajući možda dovoljno vremena da se život razvije na odgovarajućem svetu. Posle stadijuma crvenog džina, za takvu zvezdu bi postojala naseljiva zona između 7 i 22 AJ za dodatnih milijardu godina. Kasnije studije su precizirale ovaj scenario, pokazujući kako za zvezdu od 1 M☉ naseljiva zona traje od 100 miliona godina za planetu sa orbitom sličnom onoj Marsa do 210 miliona godina za onu koja kruži na udaljenosti Saturna od Sunca, maksimalno vreme (370 miliona godina) koje odgovara planetama koje kruže na udaljenosti od Jupitera. Međutim, planete koje kruže oko zvezde od 0,5 M☉ u orbitama ekvivalentnim orbitama Jupitera i Saturna bile bi u zoni pogodnoj za život 5,8 milijardi godina, odnosno 2,1 milijardu godina; za zvezde masivnije od Sunca, vremena su znatno kraća.

### Proširenje planeta
Prema podacima iz 2023. godine, nekoliko stotina džinovskih planeta je otkriveno oko gigantskih zvezda. Međutim, ove džinovske planete su masivnije od džinovskih planeta koje se nalaze oko zvezda solarnog tipa. To bi moglo biti zato što su džinovske zvezde masivnije od Sunca (manje masivne zvezde će i dalje biti na glavnoj sekvenci i neće još postati giganti) i očekuje se da će masivnije zvezde imati masivnije planete. Međutim, mase planeta koje su pronađene oko gigantskih zvezda nisu u korelaciji sa masama zvezda; stoga bi planete mogle da rastu u masi tokom faze crvenog džina zvezda. Rast mase planete mogao bi delom biti posledica akrecije usled zvezdanog vetra, iako bi mnogo veći efekat bio prelivanje Rošovog režnja koji bi prouzrokovao prenos mase sa zvezde na planetu kada se džin proširi na orbitalnu udaljenost planete.

## Primeri
Mnoge od poznatih svetlih zvezda su crveni divovi, jer su sjajne i umereno česte. Grana crvenog giganta promenljive zvezde Gama Krusis je najbliža džinovska zvezda M klase na 88 svetlosnih godina. Zvezda iz K1.5 grane crvenog džina Arktur je udaljena 36 svetlosnih godina.

### Grana crvenog diva
- Aldebaran (α Bik)
- Arktur (α Butis)
- μ Leonis[25]
- Gakraks (γ Krusis)

### Crveno-grudasti džinovi
- Poluks (β Geminorum)[25]
- Kapela Aa (α Origaj)
- α Kasiopeja (Šedir)
- δ Andromeda[26]

### Asimptotska grana džinova
- ρ Persej (Gorgonia Terša)
- Mira (o Keti)
- χ Signa
- α Herkul (Rasalgeti)

## Sunce kao crveni džin
Sunce će izaći iz glavne sekvence za otprilike 5 milijardi godina i početi da se pretvara u crvenog džina. Kao crveni džin, Sunce će porasti tako veliko (preko 200 puta od današnjeg radijusa) (~215 R☉) (~1 [[Astronomical unit|AU) da će progutati Merkur, Veneru i verovatno Zemlju. Izgubiće 38% svog masovnog rasta, a zatim će uginuti i preći u belog patuljka.

## Literatura
- Patrick Moore, ур. (2002). „Giant star”. Astronomy Encyclopedia. New York: Oxford University Press. ISBN 0-19-521833-7.
- John Daintith and William Gould, ур. (2006). giant (5th изд.). New York: Facts On File, Inc. ISBN 0-8160-5998-5.
- Russell, Henry Norris (1914). „Relations Between the Spectra and Other Characteristics of the Stars”. Popular Astronomy. 22: 275—294. Bibcode:1914PA.....22..275R.
- Brown, Laurie M.; Pais, Abraham; Pippard, A.B., ур. (1995). Twentieth Century Physics. Bristol, UK; New York, NY: Institute of Physics, American Institute of Physics. стр. 1696. ISBN 0-7503-0310-7. OCLC 33102501.
- Jacqueline Mitton, ур. (2001). Giant star. Cambridge: Cambridge University Press. ISBN 0-521-80045-5.
- Maurizio Salaris and Santi Cassisi (2005). Evolution of Stars and Stellar Populations. Chichester, UK: John Wiley & Sons, Ltd. ISBN 0-470-09219-X.
- S. O. Kepler and P. A. Bradley (1995). „Structure and Evolution of White Dwarfs”. Baltic Astronomy. 4 (2): 166—220. Bibcode:1995BaltA...4..166K. doi:10.1515/astro-1995-0213 .
- Robin Ciardullo. „Giants and Post-Giants” (PDF) (class notes). Astronomy 534, Penn State University. Архивирано из оригинала (PDF) 2011-07-20. г.
- Eldridge, J.J.; Tout, C.A. (2004). „Exploring the divisions and overlap between AGB and super-AGB stars and supernovae”. Memorie della Società Astronomica Italiana. 75: 694. Bibcode:2004MmSAI..75..694E. arXiv:astro-ph/0409583 .
- Laughlin, Gregory; Bodenheimer, Peter; Adams, Fred C. (10. 6. 1997). „The end of the main sequence”. The Astrophysical Journal. 482 (1): 420—432. Bibcode:1997ApJ...482..420L. doi:10.1086/304125 .
- Abt, Helmut A. (1957). „Line Broadening in High-Luminosity Stars. I. Bright Giants”. Astrophysical Journal. 126: 503. Bibcode:1957ApJ...126..503A. doi:10.1086/146423 .
- Steven J. Dick (2019). Classifying the Cosmos: How We Can Make Sense of the Celestial Landscape. Springer. стр. 176. ISBN 9783030103804.
- Mazumdar, A.;  . (август 2009), „Asteroseismology and interferometry of the red giant star ɛ Ophiuchi”, Astronomy and Astrophysics, 503 (2): 521—531, Bibcode:2009A&A...503..521M, S2CID 15699426, arXiv:0906.3386 , doi:10.1051/0004-6361/200912351
- Kawaler, S. D. (1997). „White Dwarf Stars”.  Ур.: Kawaler, S. D.; Novikov, I.; Srinivasan, G. Stellar remnants. 1997. ISBN 978-3-540-61520-0.
- Kepler, S. O.;  . (фебруар 2015). „New white dwarf stars in the Sloan Digital Sky Survey Data Release 10”. Monthly Notices of the Royal Astronomical Society. 446 (4): 4078—4087. Bibcode:2015MNRAS.446.4078K. ISSN 1365-2966. arXiv:1411.4149 . doi:10.1093/mnras/stu2388 .
- Rebassa-Mansergas, A.; Gänsicke, B. T.; Rodríguez-Gil, P.; Schreiber, M. R.; Koester, D. (28 November 2007). "Rebassa-Mansergas, A.; Gänsicke, B. T.; Rodríguez-Gil, P.; Schreiber, M. R.; Koester, D. (2007). „Post-common-envelope binaries from SDSS – I. 101 white dwarf main-sequence binaries with multiple Sloan Digital Sky Survey spectroscopy: Post-common-envelope binaries from SDSS”. Monthly Notices of the Royal Astronomical Society. 382 (4): 1377. Bibcode:2007MNRAS.382.1377R. arXiv:0707.4107 . doi:10.1111/j.1365-2966.2007.12288.x .".
- Monthly Notices of the Royal Astronomical Society. 382 (4): 1377–1393. Rebassa-Mansergas, A.; Gänsicke, B. T.; Rodríguez-Gil, P.; Schreiber, M. R.; Koester, D. (2007). „Post-common-envelope binaries from SDSS - I. 101 white dwarf main-sequence binaries with multiple Sloan Digital Sky Survey spectroscopy”. Monthly Notices of the Royal Astronomical Society. 382 (4): 1377—1393. Bibcode:2007MNRAS.382.1377R. arXiv:0707.4107 . doi:10.1111/j.1365-2966.2007.12288.x .
- Black holes, white dwarfs, and neutron stars: the physics of compact objects. ISBN 0-471-87317-9.. Stuart L. Shapiro and Saul A. Teukolsky, New York: Wiley, 1983.
- Gentile, Dave (1995). White dwarf stars and the Chandrasekhar limit (Master's thesis). DePaul University.
- „Estimating Stellar Parameters from Energy Equipartition”. sciencebits.com. — Discusses how to find mass-radius relations and mass limits for white dwarfs using simple energy arguments.
- Winget, D.E. (1998). „Asteroseismology of white dwarf stars”. Journal of Physics: Condensed Matter. 10 (49): 11247—11261. Bibcode:1998JPCM...1011247W. S2CID 250749380. doi:10.1088/0953-8984/10/49/014.
- Wickramasinghe, D. T.; Ferrario, Lilia (2000). „Magnetism in Isolated and Binary White Dwarfs”. Publications of the Astronomical Society of the Pacific. 112 (773): 873—924. Bibcode:2000PASP..112..873W. doi:10.1086/316593 .
- Gibson, B. K.; Flynn, C (2001). „White Dwarfs and Dark Matter”. Science. 292 (5525): 2211a. PMID 11423620. S2CID 14080941. arXiv:astro-ph/0104255 . doi:10.1126/science.292.5525.2211a.
- Provencal, J. L.; Shipman, H. L.; Hog, Erik; Thejll, P. (1998). „Testing the White Dwarf Mass-Radius Relation with Hipparcos”. The Astrophysical Journal. 494 (2): 759—767. Bibcode:1998ApJ...494..759P. doi:10.1086/305238 .
- Gates, Evalyn; Gyuk, Geza; Harris, Hugh C.; Subbarao, Mark; Anderson, Scott; Kleinman, S. J.; Liebert, James; Brewington, Howard;  . (2004). „Discovery of New Ultracool White Dwarfs in the Sloan Digital Sky Survey”. The Astrophysical Journal. 612 (2): L129. Bibcode:2004ApJ...612L.129G. S2CID 7570539. arXiv:astro-ph/0405566 . doi:10.1086/424568.
- McCook, G.P.; Sion, E.M. (ур.). „White Dwarf Catalogue WD”. Villanova University. Архивирано из оригинала 24. 8. 2007. г. Приступљено 22. 11. 2007.
- Dufour, P.; Liebert, James; Fontaine, G.; Behara, N. (2007). „White dwarf stars with carbon atmospheres”. Nature. 450 (7169): 522—4. Bibcode:2007Natur.450..522D. PMID 18033290. S2CID 4398697. arXiv:0711.3227 . doi:10.1038/nature06318.

## Spoljašnje veze
Mediji vezani za članak Crveni džin na Vikimedijinoj ostavi

- Interactive giant-star comparison.